# Селейдо (Техас)
Селейдо (англ. Salado) — селище (англ. village) в США, в окрузі Белл штату Техас. Населення — 2394 особи (2020).

## Географія
Селейдо розташоване за координатами 30°56′57″ пн. ш. 97°31′31″ зх. д. / 30.94917° пн. ш. 97.52528° зх. д. (30.949204, -97.525262).  За даними Бюро перепису населення США в 2010 році селище мало площу 5,73 км², з яких 5,60 км² — суходіл та 0,12 км² — водойми.

## Демографія
Згідно з переписом 2010 року, у селищі мешкало 2126 осіб у 929 домогосподарствах у складі 711 родини. Густота населення становила 371 особа/км².  Було 1018 помешкань (178/км²).
Расовий розподіл населення:
| - 91,9 % — білих - 0,9 % — чорних або афроамериканців - 0,8 % — корінних американців - 0,8 % — азіатів - 4,7 % — осіб інших рас |

До двох чи більше рас належало 0,9 %. Частка іспаномовних становила 9,5 % від усіх жителів.
За віковим діапазоном населення розподілялося таким чином: 18,1 % — особи молодші 18 років, 52,8 % — особи у віці 18—64 років, 29,1 % — особи у віці 65 років та старші. Медіана віку мешканця становила 52,7 року. На 100 осіб жіночої статі у селищі припадало 91,2 чоловіків;  на 100 жінок у віці від 18 років та старших — 87,7 чоловіків також старших 18 років.
Середній дохід на одне домашнє господарство  становив 104 815 доларів США (медіана — 80 507), а середній дохід на одну сім'ю — 124 633 долари (медіана — 100 625). Медіана доходів становила 76 875 доларів для чоловіків та 61 500 доларів для жінок. За межею бідності перебувало 4,3 % осіб, у тому числі 3,1 % дітей у віці до 18 років та 0,0 % осіб у віці 65 років та старших.
Цивільне працевлаштоване населення становило 759 осіб. Основні галузі зайнятості: освіта, охорона здоров'я та соціальна допомога — 45,6 %, роздрібна торгівля — 13,0 %, науковці, спеціалісти, менеджери — 10,5 %.